# Sinoluperoides
Sinoluperoides es un género de insecto coleóptero de la familia Chrysomelidae.

## Especies
Las especies de este género son:
- Sinoluperoides antennatus Kimoto, 1989
- Sinoluperoides maculatus Kimoto, 1989
- Sinoluperoides major Kimoto, 1989
- Sinoluperoides marginalis Kimoto, 1989